# Нојштат (Хесен)
Нојштат (њем. Neustadt) град је у њемачкој савезној држави Хесен. Једно је од 22 општинска средишта округа Марбург-Биденкопф. Према процјени из 2010. у граду је живјело 8.946 становника. Посједује регионалну шифру (AGS) 6534016.

## Географски и демографски подаци
Нојштат се налази у савезној држави Хесен у округу Марбург-Биденкопф. Град се налази на надморској висини од 240 – 300 метара. Површина општине износи 56,9 km². У самом граду је, према процјени из 2010. године, живјело 8.946 становника. Просјечна густина становништва износи 157 становника/km².